# Arthur Roy Clapham
Arthur Roy Clapham (24 de mayo de 1904 - 18 de diciembre de 1990 ), fue un botánico inglés.
Se educó en Downing College, Cambridge; trabajó en la Rothamsted Experimental Station como fisiólogo de 1828 a 1930, y luego tomó un puesto de enseñanza en el Departamento de Botánica de la Oxford University. Fue Profesor de Botánica en la Universidad de Sheffield de 1844 a 1969. Fue coautor de Flora of the British Isles, que se publicó en 1952, siguiéndole dos ediciones en 1963 y en 1987. En respuesta a un requerimiento de Arthur Tansley, acuñó el término ecosistema en 1930.

## Honores
Clapham fue presidente de la Sociedad Linneana de Londres de 1967 a 1970, recibiendo la Medalla linneana en 1972.

## Libros
- (con W.O. James) The biology of flowers. Oxford : Clarendon Press, 1935
- (con T.G. Tutin y E.F. Warburg) Flora of the British Isles. Cambridge : Cambridge University Press 1952
- (con T.G. Tutin y E.F. Warburg) Excursion flora of the British Isles. Cambridge : Cambridge University Press 1959
- Flora of Derbyshire. Derby Museum and Art Gallery. 1969
- The Oxford book of trees, (ilustraciones de B.E. Nicholson). Londres : Oxford University Press, 1975.

## Obituarios
- Donald Pigott "Professor A. R. Clapham," New Phytologist 119 ( 1) (sep 1991): 3-4
- Donald Pigott "Obituary: Arthur Roy Clapham, CBE, FRS (1904-1990)," The Journal of Ecology 80 ( 2) (jun 1992): 361-365
- A.J. Willis "Arthur Roy Clapham. 24 de mayo de 1904-18 de diciembre de 1990," Biographical Memoirs of Fellows of the Royal Society 39 (feb 1994) : 73-90

- La abreviatura «A.R.Clapham» se emplea para indicar a Arthur Roy Clapham como autoridad en la descripción y clasificación científica de los vegetales.[2]